# Syringodium isoetifolium
Espèce
Statut de conservation UICN

 LC  : Préoccupation mineure
L'Herbe à tortue, Syringodium isoetifolium, parfois appelée « Herbe tubulaire » ou « Herbe spaghetti », est une espèce de plantes marines de la famille des Cymodoceaceae (ordre des Alismatales). 

## Caractéristiques
L'Herbe à tortue n'est pas une « algue » mais une plante à fleur aquatique monocotylédone redevenue marine, qui possède un système racinaire et une fructification caractéristiques des Angiospermes (exactement comme la Posidonie méditerranéenne). 
Cette plante forme des herbiers sous-marins à faible profondeur dans les lagons coralliens de l'Indo-Pacifique, présentant un tapis de fines feuilles vertes, cylindriques et souples, se développant à partir de gaines comportant trois feuilles ou plus, le long d'un rhizome.